# Schweinfurt (huyện)
Schweinfurt là một Kreis (huyện) về phía tây bắc của Bayern, Đức. Các huyện giáp ranh là (từ phía bắc theo chiều kim đồng hồ) Bad Kissingen, Rhön-Grabfeld, Haßberge, Bamberg, Kitzingen, Würzburg và Main-Spessart. Thành phố không thuộc huyện Schweinfurt hoàn toàn bị huyện này bao quanh.

## Địa lý
Các sông chính ở huyện này là sông Main và Wern. Huyện này nằm giữa các dãy đồi: Haßberge về phía đông, Rhön về phía tây bắc, Spessart về phía tây và Steigerwald phía đông nam.
Năm 1972, huyện Gerolzhofen được sáp nhập vào huyện này.

## Thị xã và đô thị
| Thị xã | Verwaltungsgemeinschaften    | đô thị tự do |
| --- | ---------------------------- | --- |
| 1. Gerolzhofen¹ Markt 1. Oberschwarzach¹ 2. Stadtlauringen 3. Werneck ¹ administrated within a Verwaltungsgemeinschaft | 1. Gerolzhofen 2. Schwanfeld | 1. Bergrheinfeld 2. Dingolshausen 3. Dittelbrunn 4. Donnersdorf 5. Euerbach 6. Frankenwinheim 7. Geldersheim 8. Gochsheim 9. Grafenrheinfeld 10. Grettstadt 11. Kolitzheim 12. Lülsfeld 13. Michelau im Steigerwald 14. Niederwerrn 15. Poppenhausen 16. Röthlein 17. Schonungen 18. Schwanfeld 19. Schwebheim 20. Sennfeld 21. Sulzheim 22. Üchtelhausen 23. Waigolshausen 24. Wasserlosen 25. Wipfeld |